# 孔店乡
孔店乡，是中华人民共和国安徽省淮南市大通区下辖的一个乡镇级行政单位。

## 行政区划
孔店乡下辖以下地区：
新街村、王祠村、东河村、古堆村、大郢村、洪圩村、柿元村、河沿村、欢灯村、松林村、孔店村、胡拐村、刘庄村、舜南村、安塘村、毛郢村、黄山村、费郢村、吴大郢村、马厂村、沈大郢村和新华村。